# Oliver Riedel

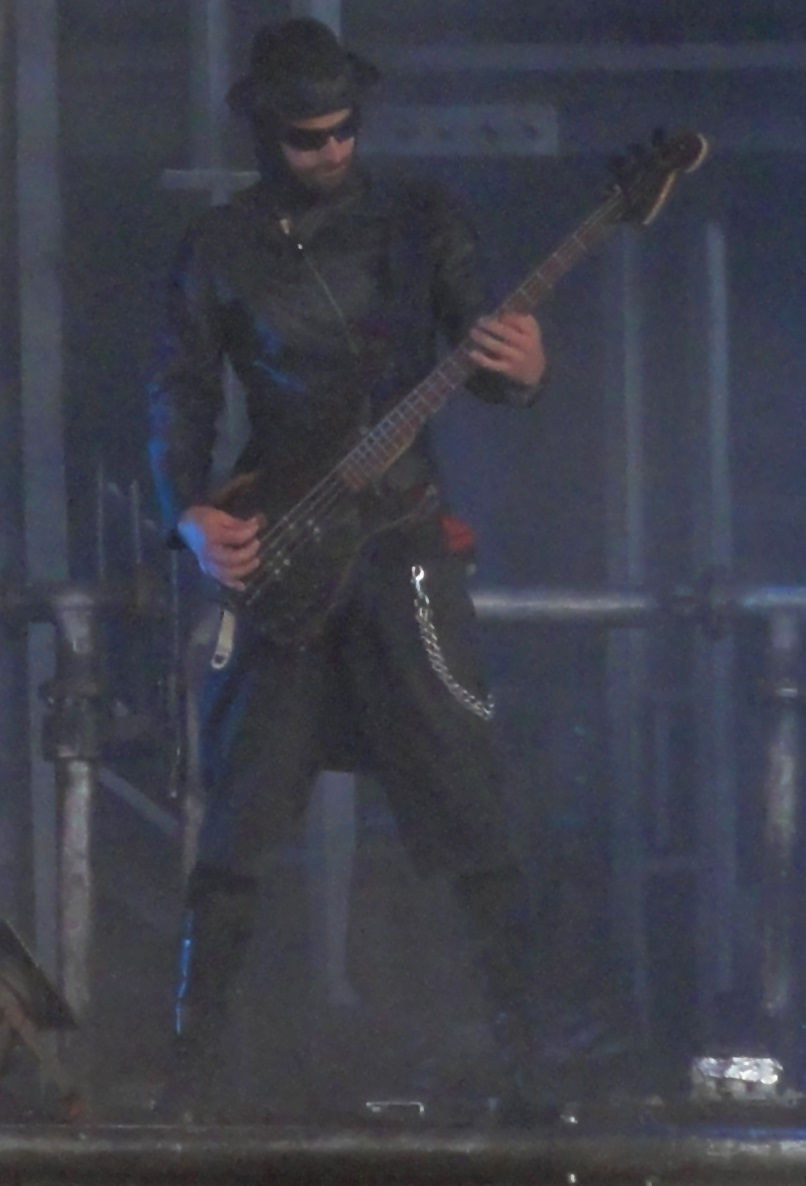
Oliver Riedel.

Oliver Riedel (Schwerin, República Democrática Alemana, 11 de abril de 1971) es un músico alemán famoso por ser el bajista de la banda de música industrial Rammstein.

## Biografía
Nacido en Schwerin (República Democrática de Alemania), vivió su juventud en un barrio de dicha localidad. Fue hijo único. Muy introvertido y mal estudiante, asegura haber tenido una muy buena relación con sus padres, achacándolo a la juventud de estos. A finales de los años 80 trabajó como estucador. No comenzó a tocar el bajo hasta principios de los 90. En aquella época compartía piso con dos de sus futuros compañeros de Rammstein: Richard Z. Kruspe y Christoph Schneider. En 1992 recibió una oferta para suplir a Franziska Schubert, la bajista de la banda de folk rock The Inchtabokatables, que estaba embarazada. Tocó dos años en dicho grupo bajo el seudónimo de "Orgien-Olli" ("Olli el orgías"). En 1994 formó Rammstein junto a Richard Z. Kruspe, Christoph Schneider y Till Lindemann, con los que ganó el concurso de bandas noveles Berlin Senate Metro. Más tarde se unirían Paul Landers y Christian Lorenz. Desde entonces ha formado parte de Rammstein. 
Riedel utiliza bajos de la marca Sandberg, teniendo incluso un modelo que lleva su nombre (Sandberg Terrabass Oliver Riedel Signature). Mide dos metros y es muy delgado, suele llevar la cabeza afeitada y perilla.